# Dekalog ukraińskiego nacjonalisty
Dekalog ukraińskiego nacjonalisty (Dziesięcioro przykazań ukraińskiego nacjonalisty) - broszura opracowana przez Stepana Łenkawskiego w 1929, na której powstanie duży wpływ miała ukraińska doktryna nacjonalistyczna. Motto do dekalogu napisał Roman Czajkowski.
Pierwotna treść dekalogu
Ja - Duch odwiecznej walki, który uchronił Ciebie od potopu tatarskiego i postawił między dwoma światami, byś tworzył nowe życie:
1. Zdobędziesz państwo ukraińskie albo zginiesz w walce o nie.
2. Nie pozwolisz nikomu plamić sławy ani czci Twego Narodu.
3. Pamiętaj o wielkich dniach naszej walki wyzwoleńczej.
4. Bądź dumny z tego, że jesteś spadkobiercą walki o chwałę Trójzęba Włodzimierzowego.
5. Pomścij śmierć Wielkich Rycerzy.
6. O sprawie nie rozmawiaj z kim można, ale z tym, z kim trzeba.
7. Nie zawahasz się spełnić największej zbrodni, kiedy tego wymaga dobro sprawy.
8. Nienawiścią i podstępem będziesz przyjmował wrogów Twego Narodu.
9. Ani prośby, ani groźby, tortury, ani śmierć nie zmuszą Cię do wyjawnienia tajemnic.
10. Będziesz dążył do rozszerzenia siły, sławy, bogactwa i obszaru państwa ukraińskiego, nawet w drodze zniewolenia obcokrajowców.

Dekalog ukraińskiego nacjonalisty w wersji ostatecznej (po złagodzeniu treści niektórych punktów, dokonanym w drugiej redakcji tekstu)
Ja - Duch odwiecznej walki, który uchronił Ciebie od potopu tatarskiego i postawił między dwoma światami, nakazuję nowe życie:
1. Zdobędziesz państwo ukraińskie albo zginiesz w walce o nie.
2. Nie pozwolisz nikomu plamić sławy ani czci Twego Narodu.
3. Pamiętaj o wielkich dniach naszej walki wyzwoleńczej.
4. Bądź dumny z tego, że jesteś spadkobiercą walki o chwałę Trójzęba Włodzimierzowego.
5. Pomścij śmierć Wielkich Rycerzy.
6. O sprawie nie rozmawiaj z kim można, ale z tym, z kim trzeba.
7. Nie zawahasz się dokonać najniebezpieczniejszego czynu, kiedy tego wymaga dobro sprawy.
8. Nienawiścią i bezwzględną walką będziesz przyjmował wroga Twego Narodu.
9. Ani prośby, ani groźby, tortury, ani śmierć nie zmuszą Cię do wyjawnienia tajemnic.
10. Będziesz dążył do rozszerzenia siły, sławy, bogactwa i obszaru państwa ukraińskiego.

Tekst w języku ukraińskim:

Декалог Українського Націоналіста
Я дух одвічної стихії,що зберіг Тебе від татарської потопи й поставив на грані двох світів творити нове життя:

1. Здобудеш Українську Державу, або загинеш у боротьбі за Неї.
2. Не дозволиш нікому плямити слави, ні честі Твоєї Нації.
3. Пам'ятай про великі дні наших Визвольних змагань.
4. Будь гордий з того, що Ти є спадкоємцем боротьби за славу Володимирового Тризуба.
5. Пімсти смерть Великих Лицарів.
6. Про справу не говори з тим, з ким можна, а з ким треба.
7. Не завагаєшся виконати найнебезпечнішого чину, якщо цього вимагатиме добро справи.
8. Ненавистю і безоглядною боротьбою прийматимеш ворогів Твоєї Нації.
9. Ні просьби, ні грозьби, ні тортури, ані смерть не приневолять тебе виявити тайни.
10. Змагатимеш до посилення сили, слави, багатства і простору Української Держави.

Wykładnia Dekalogu była zawarta w licznych dokumentach  ideologiczno-szkoleniowych OUN-B z lat 1940-1945, które występują pod nazwą Objaśnienia Dekalogu. Dokumenty te tłumaczyły szczegółowo wartości, którymi powinien kierować się ukraiński nacjonalista na co dzień. Podczas spotkań w komórkach organizacji na Wołyniu i w Galicji Wschodniej w okresie II wojny światowej nacjonaliści podlegali szkoleniu ideologicznemu opartemu na objaśnieniach Dekalogu. Wykładnie Dekalogu nadal afirmowały „okrucieństwo”  oraz „zemstę” w walce z „wrogiem narodu” według zasady: „Musimy wyrównać szalę sprawiedliwości, za górę naszych trupów muszą paść jeszcze większe góry trupów przeciwników (...) Żyjemy na granicy stepowych i osiadłych narodów, w walce przyjmiemy taktykę ludzi stepów. Okrutność wobec wroga nigdy nie jest za wielka. Tego nauczyła nas historia.”.